# Buhler (Kansas)
Buhler is een plaats (city) in de Amerikaanse staat Kansas, en valt bestuurlijk gezien onder Reno County.

## Demografie
Bij de volkstelling in 2000 werd het aantal inwoners vastgesteld op 1358.
In 2006 is het aantal inwoners door het United States Census Bureau geschat op 1340, een daling van 18 (-1,3%).

## Geografie
Volgens het United States Census Bureau beslaat de plaats een oppervlakte van
1,5 km², geheel bestaande uit land. Buhler ligt op ongeveer 452 m boven zeeniveau.

## Plaatsen in de nabije omgeving
De onderstaande figuur toont nabijgelegen plaatsen in een straal van 20 km rond Buhler.